# Torneio Internacional de Futebol Sub-20 de L'Alcúdia de 2002
O Torneio Internacional de Futebol Sub-20 de L'Alcúdia de 2002 foi a 18ª edição do Torneio COTIF, que é um torneio de futebol amistoso onde clubes e seleções disputaram o título com elencos formados por jogadores com menos de 20 anos. O torneio que é realizado anualmente em L'Alcúdia (Valencia), Espanha, foi disputado por 8 equipes, entre os dias 24 e 29 de agosto.

## Regulamento
O torneio foi disputado através do sistema de Grupos e Eliminatórias. Na primeira fase, as oito equipes foram divididas em dois grupos de cinco, aonde disputam os jogos dentro de seu grupo, e foram classificadas de acordo com o sistema de pontos corridos.
Para a segunda fase se classificaram os dois primeiros colocados de cada grupo, respeitando-se os critérios de desempate da competição. Nesta fase os clubes se enfrentaram em jogo único, o primeiro colocado do Grupo A enfrentou o segundo do Grupo B e o primeiro do Grupo B o segundo do Grupo A, classificando-se os vencedores de cada disputa à final da competição, que também ocorreu em jogo único. Os perdedores dos confrontos semifinais, decidiram a terceira colocação também em jogo único.

### Critérios de desempate
Em caso de empate por pontos entre dois clubes, os critérios de desempate foram aplicados na seguinte ordem:
1. Número de vitórias
2. Saldo de gols
3. Gols pró
4. Gols contra
5. Número de cartões vermelhos
6. Número de cartões amarelos
7. Sorteio

## Equipes participantes
| - Brasil - Costa Rica - Espanha - Estados Unidos | - Gabão - Itália - Ucrânia - Uruguai |

## Resultados

### Grupo A
| Pos. | Seleção        | Pts | J | V | E | D | GP | GC | SG |
| ---- | -------------- | --- | - | - | - | - | -- | -- | -- |
| 1    | Brasil         | 9   | 3 | 3 | 0 | 0 | 7  | 1  | +6 |
| 2    | Estados Unidos | 6   | 3 | 2 | 0 | 1 | 8  | 5  | +3 |
| 3    | Itália         | 3   | 3 | 1 | 0 | 2 | 3  | 4  | -1 |
| 4    | Ucrânia        | 0   | 3 | 0 | 0 | 3 | 2  | 10 | -8 |

Jogos
|  | Brasil | 2 – 1 | Estados Unidos |  |
|  |        |       |                |  |

|  | Brasil | 2 – 0 | Itália |  |
|  |        |       |        |  |

|  | Brasil | 3 – 0 | Ucrânia |  |
|  |        |       |         |  |

|  | Estados Unidos | 2 – 1 | Itália |  |
|  |                |       |        |  |

|  | Estados Unidos | 5 – 2 | Ucrânia |  |
|  |                |       |         |  |

|  | Itália | 2 – 0 | Ucrânia |  |
|  |        |       |         |  |

### Grupo B
| Pos. | Seleção    | Pts | J | V | E | D | GP | GC | SG |
| ---- | ---------- | --- | - | - | - | - | -- | -- | -- |
| 1    | Uruguai    | 9   | 3 | 3 | 0 | 0 | 7  | 0  | +7 |
| 2    | Costa Rica | 6   | 3 | 2 | 0 | 1 | 4  | 3  | +1 |
| 3    | Espanha    | 3   | 3 | 1 | 0 | 2 | 3  | 5  | -2 |
| 4    | Gabão      | 0   | 3 | 0 | 0 | 3 | 1  | 7  | -6 |

Jogos
|  | Uruguai | 3 – 0 | Costa Rica |  |
|  |         |       |            |  |

|  | Uruguai | 1 – 0 | Espanha |  |
|  |         |       |         |  |

|  | Uruguai | 3 – 0 | Gabão |  |
|  |         |       |       |  |

|  | Costa Rica | 3 – 0 | Espanha |  |
|  |            |       |         |  |

|  | Costa Rica | 1 – 0 | Gabão |  |
|  |            |       |       |  |

|  | Espanha | 3 – 1 | Gabão |  |
|  |         |       |       |  |

## Fase final
|  | Semifinais     | Semifinais     |   |         | Final          | Final |  |
|  |                |                |   |         |                |       |  |
|  |                |                |   |         |                |       |  |
|  | Brasil         | 2 (5)          |   |         |                |       |  |
|  | Costa Rica     | 2 (3)          |   |         |                |       |  |
|  |                |                |   |         |                |       |  |
|  |                |                |   |         |                |       |  |
|  |                |                |   |         | Brasil         | 1     |  |
|  |                | Estados Unidos | 0 |         |                |       |  |
|  |                |                |   |         |                |       |  |
|  |                |                |   |         |                |       |  |
|  |                |                |   |         | Terceiro lugar |       |  |
|  |                |                |   |         |                |       |  |
|  | Uruguai        | 1              |   | Uruguai | 1              |       |  |
|  | Estados Unidos | 3              |   |         | Costa Rica     | 0     |  |

### Semifinais
|  | Estados Unidos | 3 – 1 | Uruguai |  |
|  |                |       |         |  |

|  | Brasil | 2 – 2 | Costa Rica |  |
|  |        |       |            |  |

|  |       | Penalidades |
|  | 5 – 3 |             |

### Decisão do terceiro lugar
|  | Uruguai | 1 – 0 | Costa Rica |  |
|  |         |       |            |  |

### Final
|  | Brasil | 1 – 0 | Estados Unidos |  |
|  |        |       |                |  |

## Classificação final
A classificação final é determinada através da fase em que a seleção alcançou e a sua pontuação, levando em conta os critérios de desempate.
| Pos.                        | Seleção        | Gr | Pts | J | V | E | D | GP | GC | SG |
| --------------------------- | -------------- | -- | --- | - | - | - | - | -- | -- | -- |
| Final                       |                |    |     |   |   |   |   |    |    |    |
| 1                           | Brasil         | A  | 13  | 5 | 4 | 1 | 0 | 10 | 3  | +7 |
| 2                           | Estados Unidos | A  | 9   | 5 | 3 | 0 | 2 | 11 | 7  | +4 |
| Decisão do 3º e 4º lugares  |                |    |     |   |   |   |   |    |    |    |
| 3                           | Uruguai        | B  | 12  | 5 | 4 | 0 | 1 | 9  | 3  | +6 |
| 4                           | Costa Rica     | B  | 7   | 5 | 2 | 1 | 2 | 6  | 6  | 0  |
| Eliminados na primeira fase |                |    |     |   |   |   |   |    |    |    |
| 5                           | Itália         | A  | 3   | 3 | 1 | 0 | 2 | 3  | 4  | -1 |
| 6                           | Espanha        | B  | 3   | 3 | 1 | 0 | 2 | 3  | 5  | -2 |
| 7                           | Gabão          | B  | 0   | 3 | 0 | 0 | 3 | 1  | 7  | -6 |
| 8                           | Ucrânia        | A  | 0   | 3 | 0 | 0 | 3 | 2  | 10 | -8 |

## Premiações
| Torneio Internacional de Futebol Sub-20 de L'Alcúdia de 2002 |
| ------------------------------------------------------------ |
| BRASIL Campeão (2º título)                                   |